# Sergio Peter
Sergio Peter (ur. 12 października 1986 w Mannheim) – niemiecki piłkarz grający na pozycji skrzydłowego.
Peter rozpoczynał grę jako wychowanek niemieckiego klubu TSV Mannheim-Schönau. Do Blackburn Rovers dołączył przez Akademię Młodzieży w Blackburn. W styczniu 2005 został wypożyczony do końca sezonu przez Cercle Brugge. W 2009 roku był zawodnikiem Sparty Praga, a w następnych latach grał w niemieckich drużynach SpVgg Neckarelz, VfR Bürstadt, TuS Rüssingen oraz Südwest Ludwigshafen.